# Бэмби. Лесной кошмар
«Бэ́мби. Лесно́й кошма́р» (англ. Bambi: The Reckoning — «Бэмби: Расплата») — британский независимый слэшер режиссёра Дэна Аллена, сценариста Риса Уоррингтона и продюсеров Риса Фрейк-Уотерфилда и Скотта Джеффри. Четвёртый фильм во франшизе «Вселенная извращённого детства», а также вольная хоррор-адаптация книги Феликса Зальтена «Бэмби. Биография из леса». В фильме снимались Роксанна Макки, Том Малерон, Никола Райт, Самира Майти, Алекс Кук, Расселл Джеффри Бэнкс и Джозеф Гринвуд.
Анонс фильма ужасов о Бэмби состоялся в ноябре 2022 года, а позже авторы идеи и продюсеры Рис Фрейк-Уотерфилд и Скотт Джеффри объявили его частью «Вселенной извращённого детства». Съёмки проходили в Лондоне с 6 по 26 января 2024 года.
На экраны США «Бэмби. Лесной кошмар» вышел 25 июля 2025 года. В России премьера состоится 16 октября 2025 года.

## Сюжет
В прошлом оленёнок Бэмби счастливо жил со своей матерью, пока охотник не убил её. Бэмби рос в одиночестве, но однажды встретил олениху по имени Фалин и создал семью. К несчастью, Фалин гибнет под колёсами грузовика, перевозившего токсичные отходы, а потомство Бэмби исчезает. Опустошённый Бэмби пьёт заражённую воду из реки, что превращает его в мутанта, полного решимости отомстить.
В наши дни мать Ксана и её сын Бенджи едут в лес на такси, чтобы отметить День благодарения в кругу семьи отца мальчика — Саймона. Семья состоит из Мэри, страдающей деменцией матери Саймона, его братьев Эндрю и Джошуа, невестки Харриет и Харрисона — сына-подростка Эндрю. Сам Саймон не смог присоединиться к ним. Тем временем трое охотников, Майкл, Тайлер и Эдди, готовятся к охоте на Бэмби.
По пути Бэмби сбивает машину с Ксаной и Бенджи, убивая таксиста. Мать и сын добираются до дома Мэри, которая ведёт себя странно: она видит видения и знает имя Бэмби. В лесу Тайлер случайно застреливает Джошуа, который хотел проверить личность погибшего водителя такси. Дома Харрисон обнаруживает рисунки Бэмби, которые Мэри сделала по всему дому. Бэмби находит дом и нападает на Эндрю, Харрисона и Харриет, убивая последнюю. Семья пытается скрыться на фургоне, но путь им преграждает упавшее дерево. Эндрю пытается убрать препятствие, но Бенджи, увидев Бэмби, садится за руль и уезжает, случайно увозя с собой Эндрю, который умирает от потери крови.
Тем временем Харрисону удаётся пережить столкновение с Бэмби, но в итоге он становится жертвой стаи мутировавших кроликов, которые съедают его заживо. Ксана, Бенджи и Мэри находят странное убежище ведьм, что ещё больше сбивает Мэри с толку. Затем они встречают Майкла, который помогает им добраться до безопасного места. В убежище охотников Ксана и Бенджи обнаруживают Саймона, который оказывается сообщником Майкла. Именно он убил жену Бэмби и сбросил токсичные отходы в реку. Бенджи становится свидетелем ссоры Ксаны и Саймона и в слезах убегает в лес, осознавая, что мать была права насчёт своего отца.
Бенджи находит гараж, где Тайлер и Эдди держат в клетке оленёнка, с которым жестоко обращаются. Майкл и Саймон планируют заманить Бэмби в ловушку, чтобы убить его, не думая о том, сколько жизней они могут погубить. Тем временем Бэмби добирается до охотничьего логова и обезглавливает Тайлера и Эдди. Бенджи освобождает оленёнка и вместе с ним идёт на встречу к Бэмби. Ксана и Саймон замечают это и отправляются за Бенджи, а Мэри встречается с Бэмби лицом к лицу, но остаётся невозмутимой, и Бэмби бросает её. В попытке убить Бэмби, Джо, коллега Майкла, взрывает вместе с собой и оленем логово, но Бэмби выживает. В конце концов Бенджи воссоединяется с Ксаной, Саймоном и Майклом. Там же появляется Бэмби. Саймон трусливо убегает, но не успевает покинуть лес, и его съедают кролики. Понимая, что оленёнок — сын Бэмби, Ксана и Бенджи возвращают его ему. В последний момент Майкл смертельно ранит Бэмби, прежде чем Мэри успевает выстрелить в охотника из дробовика. Мэри приходит в себя, а Бэмби истекает кровью на глазах у своего ребёнка.

## В ролях
- Роксанна Макки — Ксана[4]
- Том Малерон — Бенджи, сын Ксаны[4]
- Никола Райт — Мэри[4]
- Самира Майти[англ.] — Харриет[4]
- Алекс Кук — Саймон[5]
- Расселл Джеффри Бэнк[англ.] — Эндрю[5]
- Джозеф Гринвуд — Харрисон[5]
- Кэтрин Адамс — Джо[5]
- Юэн Бортуик — Эдди[5]
- Дэвид Эмблер — Роб[5]
- Люк Кавендиш — Джошуа[5]
- Биг Тобз — Тайлер[5]
- Эдриан Релф — Майкл[5]

## Производство
В ноябре 2022 года стало известно о начале работы над вольной адаптацией книги Зальтена, которая перешла в США в общественное достояние. Режиссёром проекта на тот момент числился Скотт Джеффри, продюсером — Рис Фрейк-Уотерфилд. Джеффри описывал фильм как «невероятно мрачный пересказ всеми любимой истории 1928 года. Бэмби, созданный на основе [существа из] фильма Netflix „Ритуал“, станет злобной машиной для убийств, скрывающейся в глуши». Фильм стал частью киновселенной, в которой развернулись события слэшеров «Винни-Пух: Кровь и мёд» и «Винни-Пух: Кровь и мёд 2». Впоследствии режиссёрские обязанности были переданы Дэну Аллену, а Джеффри выступил продюсером наряду с Фрейк-Уотерфилдом.
Изначально съёмки должны были начаться 31 января 2023 года в Лондоне. Оператором стал Винс Найт, работавший над «Кровью и мёдом». В итоге они стартовали лишь 6 января 2024 года в Англии, что Джеффри подтвердил в своих социальных сетях, и завершились 26 января того же года.
Тизер-трейлер картины показывался исключительно в кинотеатрах в марте 2024 года во время ограниченного проката фильма «Винни-Пух: Кровь и мёд 2» в США. В общий доступ трейлер вышел 3 апреля 2024 года. Полный трейлер появился в сети 5 марта 2025 года.

## Релиз
Премьера фильма «Бэмби. Лесной кошмар» в США состоялась 25 июля 2025 года. В российский прокат фильм выйдет 16 октября 2025 года. Ранее релиз планировался на осень 2024 года.

## Восприятие

### Кассовые сборы
По данным на 31 июля 2025 года «Бэмби. Лесной кошмар» собрал $19 920 в Австралии.

### Оценки
По данным агрегатора рецензий Rotten Tomatoes, 71 % из 14 экспертов положительно высказались о фильме.